# H.N.I.C.
H.N.I.C. è l'album di debutto di Prodigy, mc del duo hip hop Mobb Deep. Questo primo lavoro solista segue quattro dischi realizzati con i Mobb Deep. Il titolo (HNIC) sta per "Head Nigga in Charge". All'album collaborano vari produttori, tra cui The Alchemist, EZ Elpee, Rockwilder, Just Blaze e il compagno dei Mobb Deep Havoc. Il singolo più di successo del disco è Keep it Thoro.
Il sequel dell'album, H.N.I.C. Pt. 2, uscì il 22 aprile 2008.
Il 18 dicembre 2000 l'album fu dichiarato disco d'oro.

## Tracce
| #  | Titolo                       | Produttore                               | Artisti                       |
| -- | ---------------------------- | ---------------------------------------- | ----------------------------- |
| 1  | "Bars & Hooks (Intro)"       |                                          | Bars & Hooks                  |
| 2  | "Genesis"                    | Uncredited                               | Prodigy                       |
| 3  | "Drive Thru [Skit]"          |                                          |                               |
| 4  | "Rock Dat Shit"              | Bink Dawg                                | Prodigy                       |
| 5  | "What U Rep"                 | Hangmen 3                                | N.O.R.E., Prodigy             |
| 6  | "Keep It Thoro"              | The Alchemist                            | Prodigy                       |
| 7  | "Can't Complain"             | Prodigy                                  | Chinky, Prodigy, Twin Gambino |
| 8  | "Infamous Minded"            | Robert Kirkland                          | Big Noyd, Prodigy             |
| 9  | "Wanna Be Thugs"             | Havoc                                    | Havoc, Prodigy                |
| 10 | "Three"                      | The Alchemist                            | Cormega, Prodigy              |
| 11 | "Dealt With The Bullshit"    | Havoc                                    | Havoc, Prodigy                |
| 12 | "Trials of Love"             | The Alchemist                            | B.K., Prodigy                 |
| 13 | "H.N.I.C."                   | Ez Elpee                                 | Prodigy                       |
| 14 | "Be Cool (Skit)"             |                                          |                               |
| 15 | "Veteran's Memorial"         | Alchemist                                | Prodigy                       |
| 16 | "Do It"                      | Rockwilder                               | Prodigy, Mike Delorean        |
| 17 | "Littles (Skit)"             |                                          | Littles, Twin Gambino         |
| 18 | "Y.B.E."                     | Nashiem Myrick, Prodigy, Stephen Dorsain | B.G., Prodigy                 |
| 19 | "Diamond"                    | Just Blaze                               | Bars & Hooks, Prodigy         |
| 20 | "Gun Play"                   | Rockwilder                               | Big Noyd, Prodigy             |
| 21 | "You Can Never Feel My Pain" | Ric Rude                                 | Prodigy                       |
| 22 | "H.N.I.C. (Outro)"           |                                          |                               |

## L'album in classifica
| Anno | Album    | Posizione in classifica | Posizione in classifica | Posizione in classifica |
| Anno | Album    | Billboard 200           | Top R&B/Hip Hop Albums  | Top Independent Albums  |
| 2000 | H.N.I.C. | #18                     | #6                      | #2                      |

## Singoli in classifica
| Anno | Canzone       | Posizione in classifica | Posizione in classifica          | Posizione in classifica |
| Anno | Canzone       | Billboard Hot 100       | Hot R&B/Hip-Hop Singles & Tracks | Hot Rap Singles         |
| 2000 | Keep It Thoro | -                       | #97                              | #17                     |
| 2001 | Rock Dat Shit | -                       | -                                | #33                     |
| 2001 | Y.B.E.        | -                       | -                                | #42                     |